# Aëdon
Aëdon (altgriechisch Ἀηδών Aēdṓn, deutsch ‚Nachtigall‘) ist in der griechischen Mythologie die Tochter des Pandareos und der Harmothoë und die Gattin des Königs von Theben, Zethos.
Ihre Kinder waren Itylos und Nëis, ihre Schwägerin Niobe, die Gemahlin von Amphion, einem Sohn des Zeus und der Antiope. Ihrer Schwägerin Niobe neidete sie ihre zahlreiche Nachkommenschaft. So beschloss sie, deren ältesten Sohn, den Sipylos, im Schlaf zu töten. Da sie aber das Bett verwechselte und ihr eigener Sohn Itylos deshalb starb, flehte sie die Götter verzweifelt an, ihr die menschliche Gestalt zu nehmen. Zeus verwandelte sie darauf in eine Nachtigall.

## Literarische Bearbeitungen
- Philipp Carl Christian Sondershausen: Aëdon. Tragödie in einem Aufzuge. In: Dramatische Gedichte, von Dr. Karl Sonderhausen. Zweites Bändchen. Altenburg: Literatur-Comptoir 1823, S. 1–53 (Digitalisat).